# Малиновское сельское поселение (Томский район)
Мали́новское се́льское поселе́ние — муниципальное образование (сельское поселение) в Томском районе Томской области, Россия. В состав поселения входят 6 населённых пунктов. Центр сельского поселения — село Малиновка. Население — 5318 чел. (по данным на 1 августа 2012 года).

## История
Образован 20 октября 1963 года под названием Малиновский сельский Совет (Малиновский сельсовет).
26 марта 1992 года Малиновский сельсовет реорганизован в Малиновскую сельскую администрацию.
18 июня 1997 года был образован Малиновский сельский округ на основании Постановления Главы Томского района № 68 от 14.04.1997 года «О реформировании органов местного самоуправления на территории Томского района» путём объединения Малиновской и Александровской администраций.

## Население
| 2002  | 2008  | 2009  | 2010  | 2011  | 2012  | 2013  | 2014  | 2015  |
| ----- | ----- | ----- | ----- | ----- | ----- | ----- | ----- | ----- |
| 5687  | ↘5660 | ↘5628 | ↘5280 | ↗5295 | ↗5318 | ↘5312 | ↗5326 | ↗5389 |
| 2016  | 2017  | 2018  | 2019  | 2020  | 2021  |       |       |       |
| ↗5413 | ↗5450 | ↘5386 | ↗5391 | ↗5398 | ↘5106 |       |       |       |

## Населённые пункты и власть
При создании сельсовета в 1963 году в его состав входили с. Малиновка (центр сельского Совета), п. Октябрьский, д. Москали, д. Малый Туганчик и посёлки, расположенные по линии железной дороги Томск — Асино: 123 км и 129 км. Управленческие функции осуществлял исполнительный комитет сельского Совета.
По решению Томского облисполкома № 328 от 26 декабря 1976 года Малиновский сельсовет разукрупнён и образован из него Октябрьский сельский Совет (сейчас — Октябрьское сельское поселение). В его состав вошли посёлок Октябрьский и разъезды 130, 129 и 124 км железной дороги.
15 января 1992 года полномочия исполнительного комитета Малиновского сельского Совета были прекращены и его правопреемником стал Глава администрации сельского Совета на основании Постановления № 32 от 15.01.1992.
С 18 июня 1997 года в состав образованного округа вошли: с. Малиновка, п. Молодёжный, п. Заречный, д. Москали, д. Малый Туганчик, с. Александровское, д. Ольговка.
| Населённый пункт   | Население (01.08.2012) |
| ------------------ | ---------------------- |
| с. Малиновка       | 2283                   |
| с. Александровское | 938                    |
| пос. Заречный      | 536                    |
| пос. Молодёжный    | 1517                   |
| д. Москали         | 35                     |
| д. Ольговка        | 9                      |

Глава сельского поселения — Сухов Игорь Викторович. Председатель Совета — Гончарова Нина Михайловна.

## Образование
На территории поселения зарегистрированы три школы — по одной в селе Александровском, посёлке Молодёжном и селе Малиновке. Также в Молодёжном есть школа искусств и детско-юношеская спортивная школа.